# Lycosa salvadorensis
Lycosa salvadorensis är en spindelart som beskrevs av Kraus 1955. Lycosa salvadorensis ingår i släktet Lycosa och familjen vargspindlar.
Artens utbredningsområde är El Salvador. Inga underarter finns listade i Catalogue of Life.